# Afrikansk leopard
Den afrikanske leopard (latin: Panthera pardus pardus) er en underart af leopard forekommende i størsteparten af subsaharisk Afrika. Ifølge genetiske undersøgelser regnes alle afrikanske leoparder som tilhørende samme underart.